# Santuario y Monasterio de Santa Catalina de Siena (Lima)

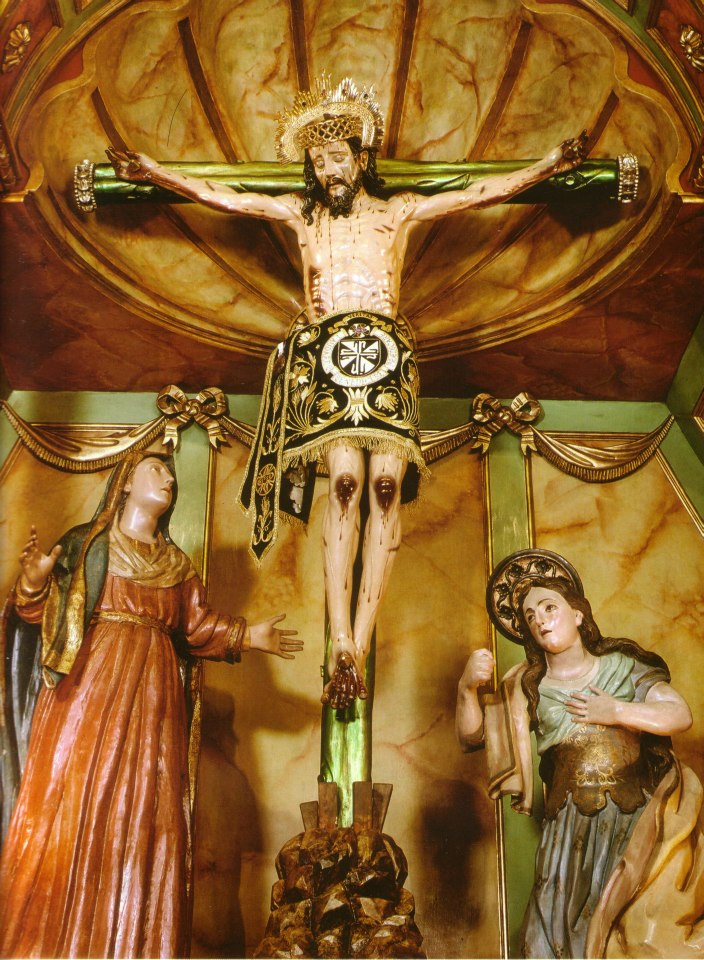
Señor del Santuario en el interior del Monasterio de Santa Catalina de Siena

La Iglesia y Monasterio de Santa Catalina de Siena es un complejo arquitectónico religioso regentado por las Madres Dominicas. Está ubicado en la esquina formada por los jirones Andahuaylas, Puno e Inambari en la antigua zona de Barrios Altos, en el centro histórico de Lima, ciudad de Lima, capital del Perú. 12°3'20"S 77°1'34"O. 

## Historia
Fue fundado el 10 de febrero de 1624. Fray Diego Maroto, arquitecto, fue el encargado de concebir y ejecutar la obra.

## Señor del Santuario de Santa Catalina
En noviembre de 1916, se inician los cultos públicos al Señor del Santuario de Santa Catalina, saliendo por primera vez de su iglesia, apoyada por un grupo de señoras. Además, gracias a la magnífica iniciativa de la Madre Sor Rosa Agripina de Jesús Sacramentado, hasta el 2022 sigue saliendo en calles de lima, y cada 31 de agosto a las 12:00 am se celebra el mes catalino. Donde hasta el momento, hay 14 cuadrillas, sahumadoras y cantoras. Asimismo, hay un señor de Santuario que se llama Infancia Catalina, hecho por una Hermana Cantora.  